# MAPK10
La proteína quinasa 10 activada por mitógenos también conocida como c-Jun N-terminal quinasa 3 (JNK3) es una enzima que en humanos está codificada por el gen MAPK10.

## Función
La proteína codificada por este gen es miembro de la familia de las MAP quinasas. Las MAP quinasas actúan como un punto de integración para múltiples señales bioquímicas y están involucradas en una amplia variedad de procesos celulares como la proliferación, diferenciación, regulación de la transcripción y desarrollo. Esta proteína es una forma neuronal específica de c-Jun N-terminales quinasas (JNK). A través de su fosforilación y localización nuclear, esta quinasa desempeña funciones reguladoras en las vías de señalización durante la apoptosis neuronal. Se ha encontrado que la beta-arrestina 2, una proteína de andamio de la MAP quinasa regulada por el receptor, interactúa y estimula la fosforilación de esta quinasa por la MAP quinasa quinasa 4 (MKK4). La quinasa 5 dependiente de ciclina puede fosforilar e inhibir la actividad de esta quinasa, lo que puede ser importante para prevenir la apoptosis neuronal. Se ha informado de cuatro variantes de transcripción empalmadas alternativamente que codifican distintas isoformas.

## Interacciones
Se ha demostrado que MAPK10 interactúa con MAPK8IP3.